# Девід Берк
Девід Берк (англ. David Burke; 3 лютого 1975, Ліверпуль) — британський професійний боксер, призер чемпіонату Європи.

## Аматорська кар'єра
На чемпіонаті світу 1995 Берк переміг в першому бою і програв в другому.
На чемпіонаті Європи 1996 завоював бронзову медаль, програвши в півфіналі Серафіму Тодорову (Болгарія) — 2-8.
На Олімпійських іграх 1996 програв в першому бою Фальку Густе (Німеччина) — 9-13.

## Професіональна кар'єра
Після Олімпіади 1996 Берк перейшов в професіональний бокс. Впродовж 1997—2013 років провів 30 боїв, майже половину з них — в рідному Ліверпулі.
7 вересня 2002 року виграв титул чемпіона Співдружності в легкій вазі.
7 грудня 2002 року виграв титул чемпіона за версією World Boxing Union.
7 червня 2003 року в бою за вакантний титул чемпіона Європи за версією EBU програв за очками Стефано Зоффу (Італія).